# Abuna Yemata Guh

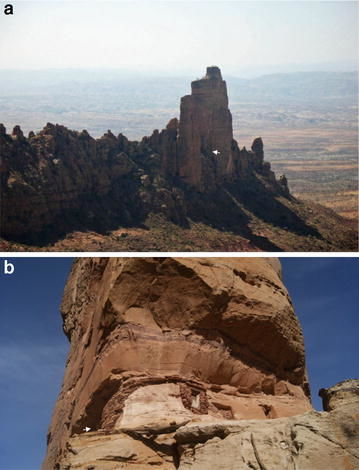
Afloriment stâncos unde se află biserica (a) și „fațada” bisericii (b)

Abuna Yemata Guh este o biserică situată în Tigray, Etiopia, în lanțul Gheralta, lângă Wukro⁠(d) . Este cunoscută pentru starea remarcabilă de conservare a frescelor sale precum și pentru dificultatea relativă de acces   . Este dedicat lui Yemata, unul dintre cei nouă sfinți căruia i se atribuie în mod tradițional prima evanghelizare a Etiopiei și Eritreei.

## Istorie

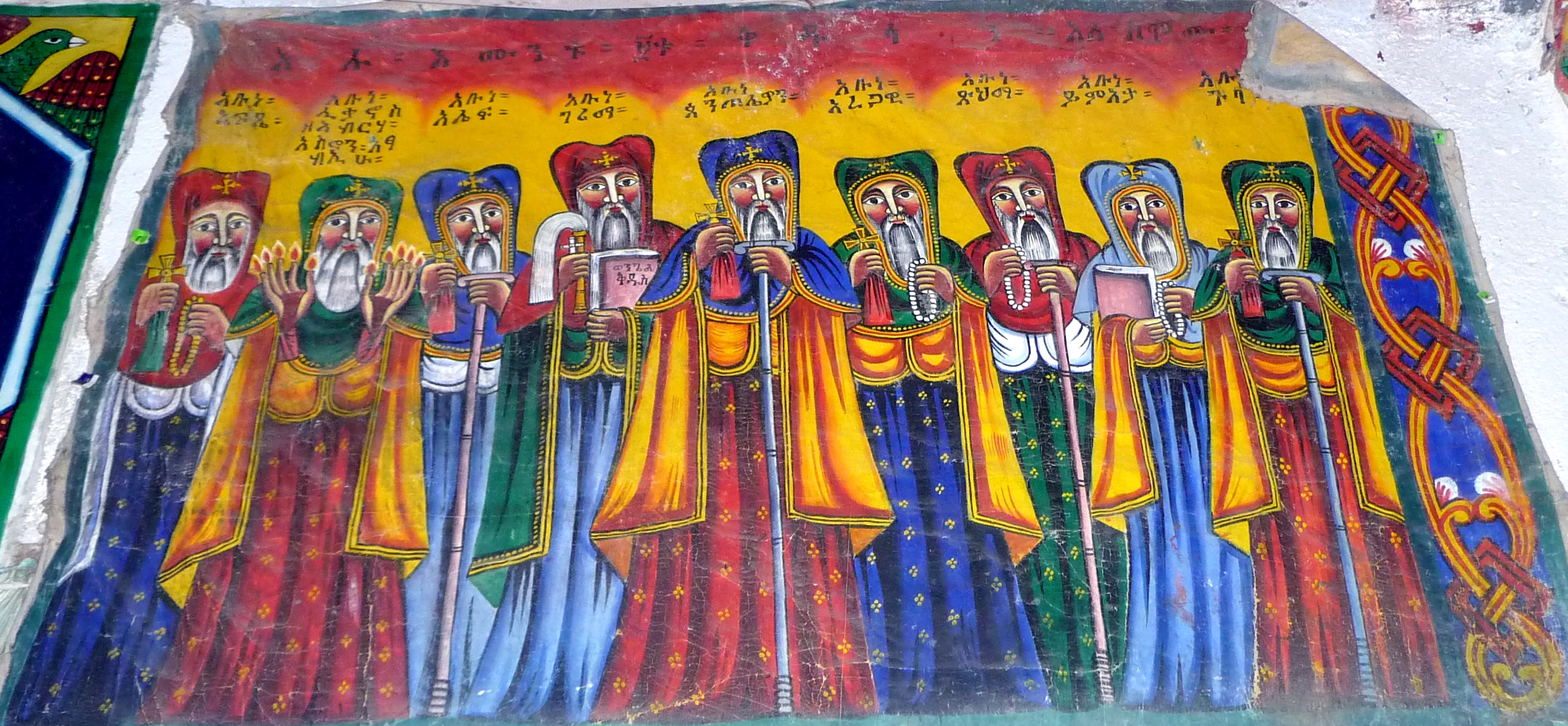
Pictură reprezentând cei nouă sfinți din mănăstirea Avva Pantelewon, lângă Aksum (Tigray, Etiopia).

Aproape toate cunoștințele noastre cu privire la crearea bisericii Abuna Yemata provin din legende locale care sunt, prin urmare, discutabile. Potrivit acestora, biserica ar fi fost cioplită din aflorimentul său stâncos în secolul al VI-lea, la inițiativa Sfântului Yem'ata în timpul evanghelizării regatului Aksum, deși aceasta a început încă din anul 330 odată cu convertirea regelui Ezana . După moartea sfântului ctitor, biserica i-ar fi fost închinată, așa cum se întâmplă adesea (ca la Saint-Nectaire de exemplu).

## Fresce
Biserica din Abuna Yemata este acoperită în întregime cu fresce policrome datând din secolul al XV-lea, cele mai vechi, deși este posibil să fi existat unele mai vechi. Acestea reprezintă scene din Biblie, în principal din Vechiul Testament dar și sfinți, apostoli sau chiar ce Nouă Sfinți, un termen care denotă sfinții care au adus creștinismul în Etiopia și în Eritreea. Datorită aerului cald și uscat al regiunii, precum și dificultăților de acces, frescele sunt foarte bine conservate atât din punct de vedere al desenelor, cât și al culorilor.

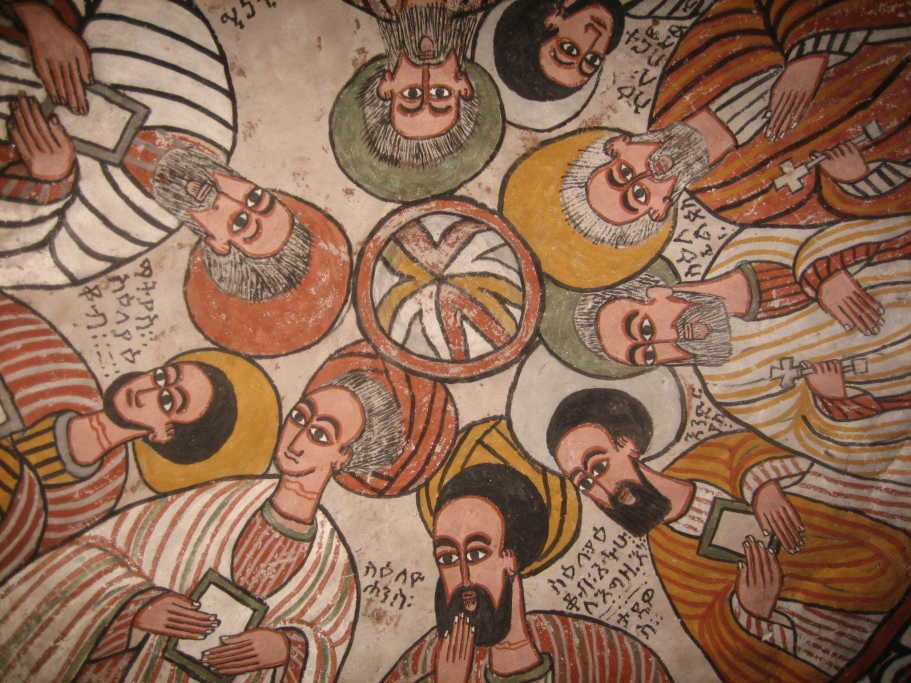
Frescă pe o cupolă a bisericii